# Пуотор
Пуотор (словац. Pôtor — село, громада в окрузі Вельки Кртіш, Банськобистрицький край, центральна Словаччина, історичний регіон Новоград. Кадастрова площа громади — 19,28 км². Населення — 789 осіб (за оцінкою на 31 грудня 2017 року).

## Історія
Перша згадка 1332 року.

## Населення
| Рік:            | 1994. | 2004.   | 2014.   | 2024.   |
| --------------- | ----- | ------- | ------- | ------- |
| Кількість осіб: | 778   | 834     | 821     | 747     |
| Різниця:        |       | +7,19 % | -1,55 % | -9,01 % |

| Рік:            | 2023. | 2024.   |
| --------------- | ----- | ------- |
| Кількість осіб: | 752   | 747     |
| Різниця:        |       | -0,66 % |